# Puebla de Benifasar
Puebla de Benifasar är en ort i Spanien.   Den ligger i provinsen Província de Castelló och regionen Valencia, i den östra delen av landet, 300 km öster om huvudstaden Madrid. Puebla de Benifasar ligger 663 meter över havet och antalet invånare är 280.
Terrängen runt Puebla de Benifasar är lite bergig. Runt Puebla de Benifasar är det ganska glesbefolkat, med 30 invånare per kvadratkilometer. Närmaste större samhälle är Rossell, 6,8 km sydost om Puebla de Benifasar. 